# يو تاو
يو تاو (بالصينية: 于涛) (15 أكتوبر 1981 بشانغهاي في الصين - ) هو لاعب كرة قدم صيني في مركز الوسط. شارك مع منتخب الصين لكرة القدم. أما مع النوادي، فقد لعب مع شانغهاي غرينلاند شينهوا وShanghai Shenxin F.C. ‏ وBeijing Sport University F.C. ‏.

## وصلات خارجية
- يو تاو على موقع قاعدة بيانات كرة القدم.إي يو (الإنجليزية)
- يو تاو على موقع ناشيونال فوتبول تيمز (الإنجليزية)
- يو تاو على موقع Soccerway.com (الإنجليزية)
- يو تاو على موقع عالم كرة القدم.نت (الإنجليزية)